# Madrigal de las Altas Torres
Madrigal de las Altas Torres ist ein Ort und eine zentralspanische Gemeinde (municipio) mit nur noch 1.299 Einwohnern (Stand: 2024) in der Provinz Ávila in der Autonomen Gemeinschaft Kastilien-León. Der alte Ortskern wurde als Kulturgut (Bien de Interés Cultural) in der Kategorie Conjunto histórico-artístico eingestuft.

## Lage und Klima
Der ca. 810 m hoch gelegene Ort Madrigal de las Altas Torres liegt in einer fruchtbaren Talsenke der kastilischen Hochebene (meseta) knapp 80 km (Fahrtstrecke) nordwestlich der Provinzhauptstadt Ávila; die Stadt Salamanca ist etwa 70 km in südwestlicher Richtung entfernt. Die nächstgelegene größere Stadt ist Medina del Campo; sie liegt nur 26 km nordöstlich. Das Klima im Winter ist kalt, im Sommer dagegen warm bis heiß; der spärliche Regen (ca. 375 mm/Jahr) fällt verteilt übers ganze Jahr.

## Bevölkerungsentwicklung
| Jahr      | 1857  | 1900  | 1950  | 2000  | 2019  |
| Einwohner | 2.300 | 3.342 | 3.743 | 1.985 | 1.415 |

Die Mechanisierung der Landwirtschaft, die Aufgabe bäuerlicher Kleinbetriebe und der daraus resultierende Verlust an Arbeitsplätzen auf dem Lande haben seit der Mitte des 20. Jahrhunderts zu einem deutlichen Rückgang der Bevölkerung geführt.

## Wirtschaft
Die Landwirtschaft, vor allem die Viehzucht, spielt traditionell die größte Rolle im Wirtschaftsleben der Gemeinde, die in früheren Zeiten auch ein regionales Zentrum für Handwerk und Handel für die Weiler und Einzelgehöfte in der Umgebung war. Einnahmen aus dem Tourismus in Form der Vermietung von Ferienwohnungen (casas rurales) sind in den letzten Jahrzehnten hinzugekommen.

## Geschichte
Funde aus römischer und westgotischer Zeit fehlen. Nach der Ankunft des Islam im frühen 8. Jahrhundert entvölkerte sich die Gegend und wurde erst im 11./12. Jahrhundert allmählich wiederbesiedelt. Im Jahre 1447 fand hier die Hochzeit von Johann II. von Kastilien und Isabella von Portugal statt, die hier auch wenige Jahre später ihre Tochter, die spätere Königin Isabella von Kastilien, zur Welt brachten. Diese berief anlässlich ihrer Krönung im Jahre 1476 die spanische Ständeversammlung (cortes) nach Madrigal ein.

## Sehenswürdigkeiten

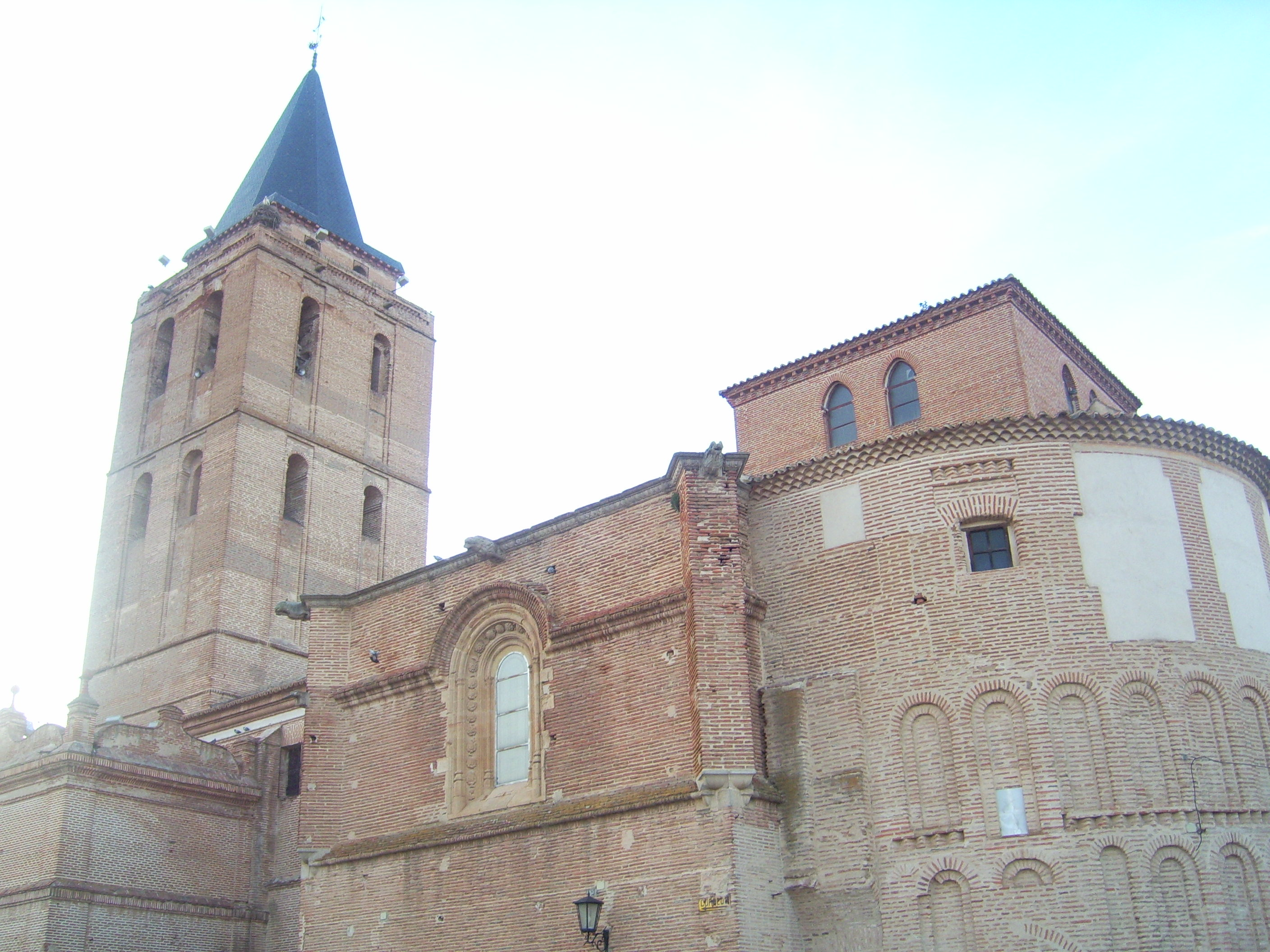
Iglesia San Nicolas de Bari

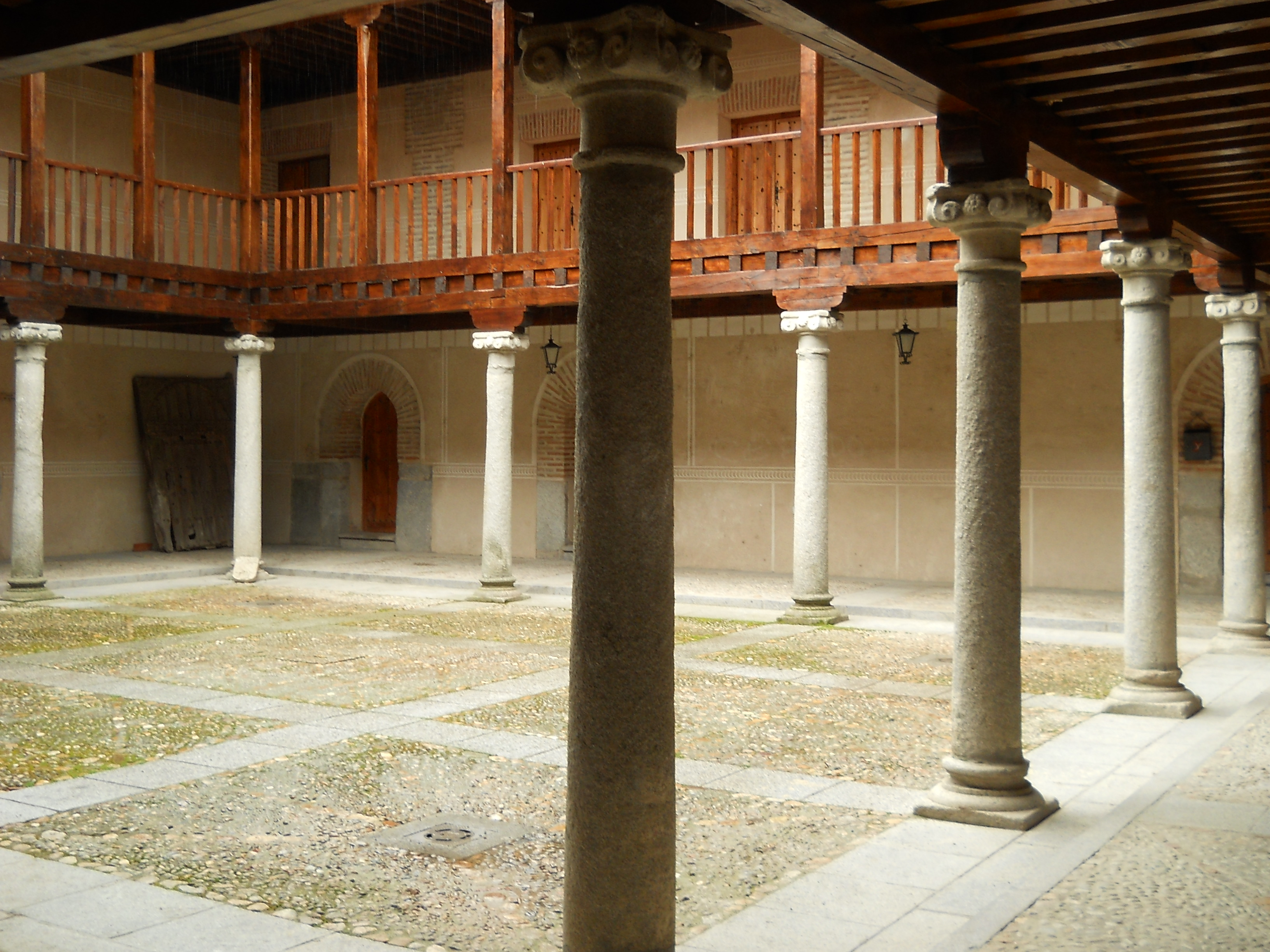
Hospital de la Purisima Concepción

- Die etwa 2300 m lange und ca. 1,50 m dicke mittelalterliche Stadtmauer (13./14. Jahrhundert) mit ihren teilweise erhaltenen Türmen und Toren umfasst die heutige Stadt, deren Fläche seit dem 16. Jahrhundert unverändert ist. Sie ist aus Bruchsteinen mit Zwischenlagen von Ziegelsteinen gemauert – einige Mauerteile sind verputzt.[4][5]
- Die Kirche San Nicolás de Bari ist die bedeutendste Kirche der Stadt. Der ganze Bau ist komplett aus Ziegelsteinen errichtet und stammt aus dem 13. Jahrhundert; die Blendbogenreihen an den Apsiden des Chores zeigen noch mudéjare Stilelemente wie sie auch an Kirchenbauten in der Provinz Zamora (z. B. San Salvador de los Caballeros oder Santo Sepulcro in Toro) vorkommen. Im 15. Jahrhundert wurde das dreischiffige Kircheninnere umgestaltet und mit einer Artesonado-Decke im maurischen Stil versehen; mehrere Altarretabel setzen dekorative Akzente. In einem abgetrennten Museumsraum wird ein romanischer Taufstein gezeigt, in welchem – gemäß der lokalen Überlieferung – Isabella von Kastilien getauft worden sein soll.[6]
- Die Kirche Santa María del Castillo wurde im 13. Jahrhundert errichtet; aus dieser Zeit stammt die mudéjare Chorpartie mit ihren vier übereinanderliegenden Blendarkadenreihen. Die Kirche wurde jedoch im 18. Jahrhundert gründlich umgebaut, so dass ihr Innenraumcharakter eher dem Zeitalter des Barock entspricht.[7]
- Der Palast Johanns II. ist ebenfalls aus zum Teil verputzten Ziegelsteinen errichtet. Sehenswert sind seine beiden Innenhöfe, die heute zu einem Augustinerinnenkonvent gehören.[8]
- Das Hospital de la Purisima Concepción wurde im Jahr 1443 von María, der erstgeborenen Tochter Ferdinands I. von Aragón und seit 1420 Gattin des Königs Johann II. von Kastilien gestiftet. Es ist ein frühneuzeitlicher Hospitalbau mit einem interessanten zweigeschossigen Innenhof, dessen vorgebaute hölzerne Galerie auf feingearbeiteten monolithischen Säulen ruht.[9]

## Persönlichkeiten
- Alonso Fernández de Madrigal (1410–1455), Geistlicher, Schriftsteller und Bischof von Ávila, wurde in Madrigal geboren.
- Königin Isabella von Kastilien (1451–1504) wurde in Madrigal geboren.
- Vasco de Quiroga (um 1470–1565), erster Bischof von Michoacán (Mexiko) und Fürsprecher der Indios wurde in Madrigal geboren.
- Luis de León (1527–1591), Augustinermönch, Theologe und Poet, verstarb in Madrigal.